# Алдени (Бузау)
Алдени (рум. Aldeni) насеље је у Румунији у округу Бузау у општини Чернатешти. Oпштина се налази на надморској висини од 190 m.

## Становништво
Према подацима из 2002. године у насељу је живело 527 становника, од којих су сви румунске националности.